# Terra do Pão
A Terra do Pão é uma localidade portuguesa da freguesia da São Caetano, concelho da Madalena do Pico, ilha do Pico, arquipélago dos Açores.
Este povoado encontra-se localizado entre a Ponte de São Macário e o Porto da Baixa. A Ribeira dos Biscoitos com origem a uma cota de altitude de cerca de 600 metros, nas cercanias da elevação do Cabeço do Forcado atravessa-o a caminho do mar.